# Temple de Voujeaucourt
Le temple de Voujeaucourt est une église protestante luthérienne située à Voujeaucourt dans le département français du Doubs. Elle est rattachée à l'Église protestante unie de France.

## Histoire
Le temple est construit en 1832, par l'architecte Frédéric Morel-Macler, à l'emplacement d'un temple préexistant au XVIIe siècle. Une flèche vient surmonter l'édifice en 1863.
Le temple de Voujeaucourt fait l’objet d’une inscription au titre des monuments historiques depuis le 3 novembre 2014.

## Architecture
Le temple est de style Néo-classique et a la particularité de suivre un plan ovale, si l'on excepte la tour clocher bâtie en hors-d'œuvre.

## Mobilier
Des colonnes de style ionique supportent la tribune.